# Appenai-sous-Bellême
Appenai-sous-Bellême  ist eine französische Gemeinde mit 277 Einwohnern (Stand: 1. Januar 2022) im Département Orne in der Region Normandie. Sie gehört zum Arrondissement Mortagne-au-Perche und zum Kanton Ceton. 

## Lage
Die Gemeinde Appenai-sous-Bellême liegt im Osten der Landschaft Le Perche im Regionalen Naturpark Perche, 40 Kilometer südöstlich von Alençon. Hier entspringt der Bach Coudre, der zur Même entwässert. Nachbargemeinden sind Saint-Martin-du-Vieux-Bellême im Nordwesten, Belforêt-en-Perche mit Sérigny im Nordosten, Dame-Marie im Osten, La Chapelle-Souëf im Südosten und Igé im Südwesten.

## Bevölkerungsentwicklung
| Jahr                       | 1962 | 1968 | 1975 | 1982 | 1990 | 1999 | 2011 | 2021 |
| -------------------------- | ---- | ---- | ---- | ---- | ---- | ---- | ---- | ---- |
| Einwohner                  | 281  | 293  | 238  | 199  | 223  | 222  | 250  | 278  |
| Quellen: Cassini und INSEE |      |      |      |      |      |      |      |      |

## Sehenswürdigkeiten
- Kirche Saint-Germain
- Château des Feugerets, Monument historique seit 2001

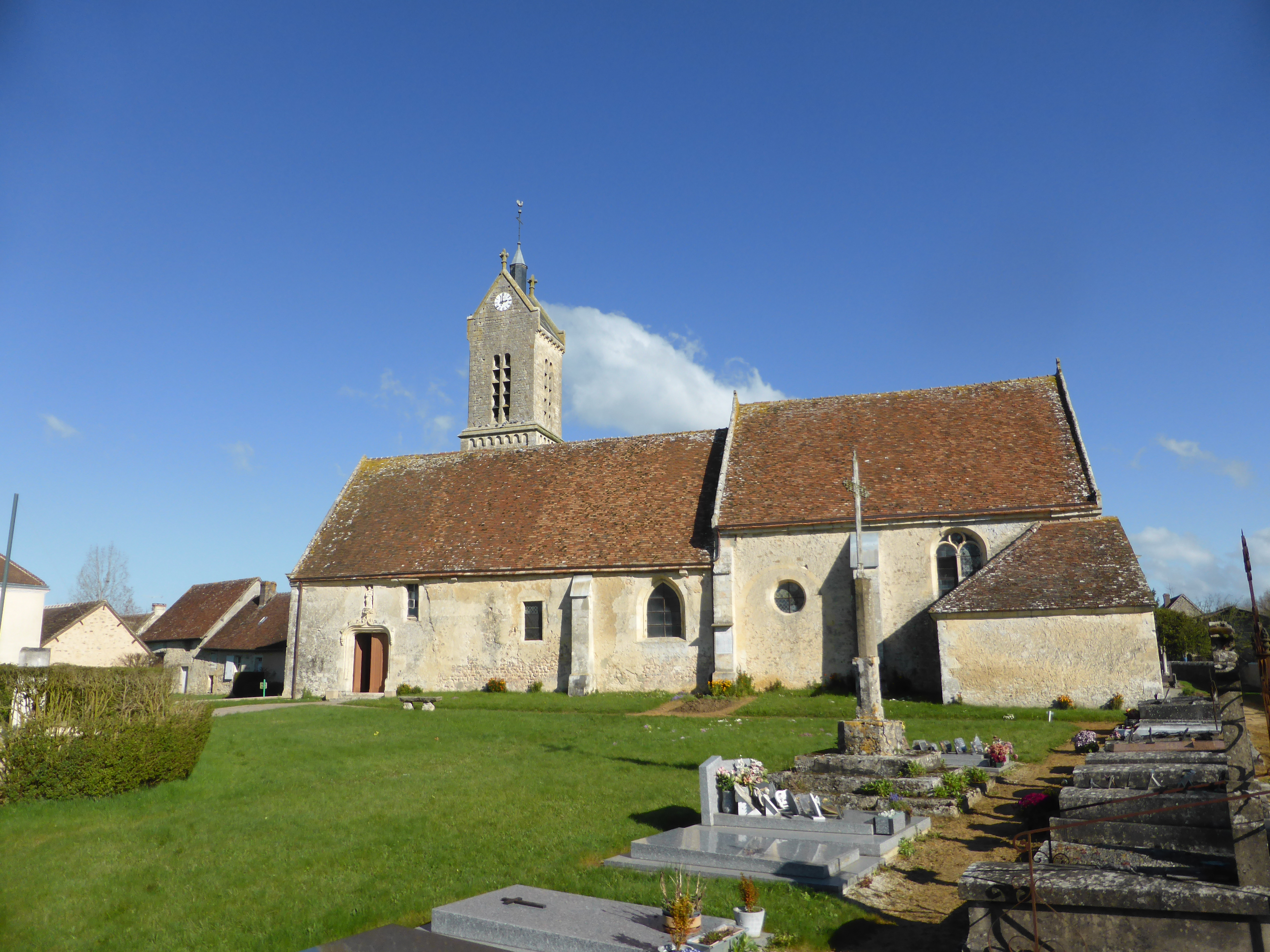
Kirche Saint-Germain mit dazugehörendem Friedhof
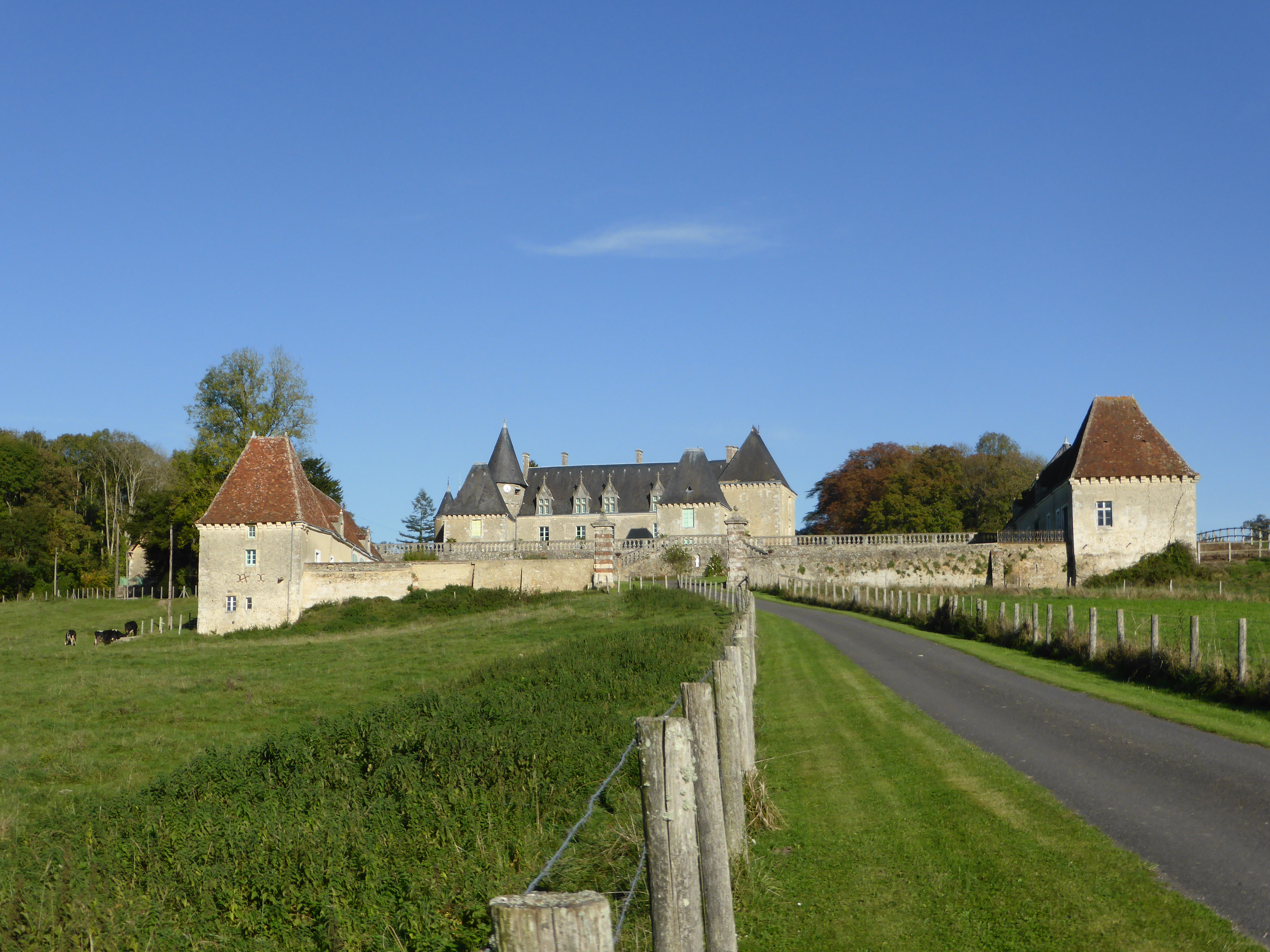
Château des Feugerets